# Katowice Zawodzie
Katowice Zawodzie – stacja kolejowa w Katowicach, w dzielnicy Zawodzie, na wschód od dworca głównego. 

## Ruch pasażerski[1]
| Rok  | Wymiana pasażerska na dobę |
| ---- | -------------------------- |
| 2017 | 200-299                    |
| 2018 | 200-299                    |
| 2019 | 200-299                    |
| 2020 | 300-499                    |
| 2021 | 300-499                    |
| 2022 | 500-699                    |
| 2023 | 700-999                    |

Na stacji zatrzymują się wyłącznie pociągi osobowe w relacjach Gliwice – Częstochowa, Katowice – Kozłów / Sędziszów / Kielce, Katowice – Oświęcim oraz Katowice – Kraków Główny. Od 12 grudnia 2010 na stacji zatrzymują się również pociągi relacji Tychy Lodowisko − Sosnowiec Główny i Sosnowiec Główny − Tychy Lodowisko. Przez stację przechodzą dwie dwutorowe linie kolejowe nr 1 i nr 138. Obie stanowią ważne ogniwo w obsłudze ruchu pasażerskiego dalekobieżnego i lokalnego w GOP - obsługują kierunki z Warszawy, Krakowa, Łodzi, Oświęcimia. Między innymi z tego powodu szlak do Katowic jest czterotorowy - istnieje też piąty tor, biegnący do wagonowni, używany jako manewrowy. Dawniej ze stacji odgałęziała się także linia, biegnąca do Dąbrówki Małej. Szlak ten został jednak rozebrany w latach 70. XX wieku. Do obsługi ruchu pasażerskiego służą tutaj dwa dwukrawędziowe perony, osobne dla każdej linii. Szlak do Dąbrówki posiadał osobny peron. Stacja pełni też rolę w ruchu towarowym - obsługuje 3 bocznice (Montokwas, Huta Ferrum, KWK Wieczorek). Ruch prowadzony jest tutaj przez dwie nastawnie: KZ, która posiada urządzenia mechaniczne scentralizowane (rozjazdy z napędami elektrycznymi) oraz KZ1 (urządzenia elektryczne suwakowe). Ze względu na duży udział przebiegów bez zatrzymania działa tutaj samoczynność przebiegów na semaforach w torach głównych zasadniczych.

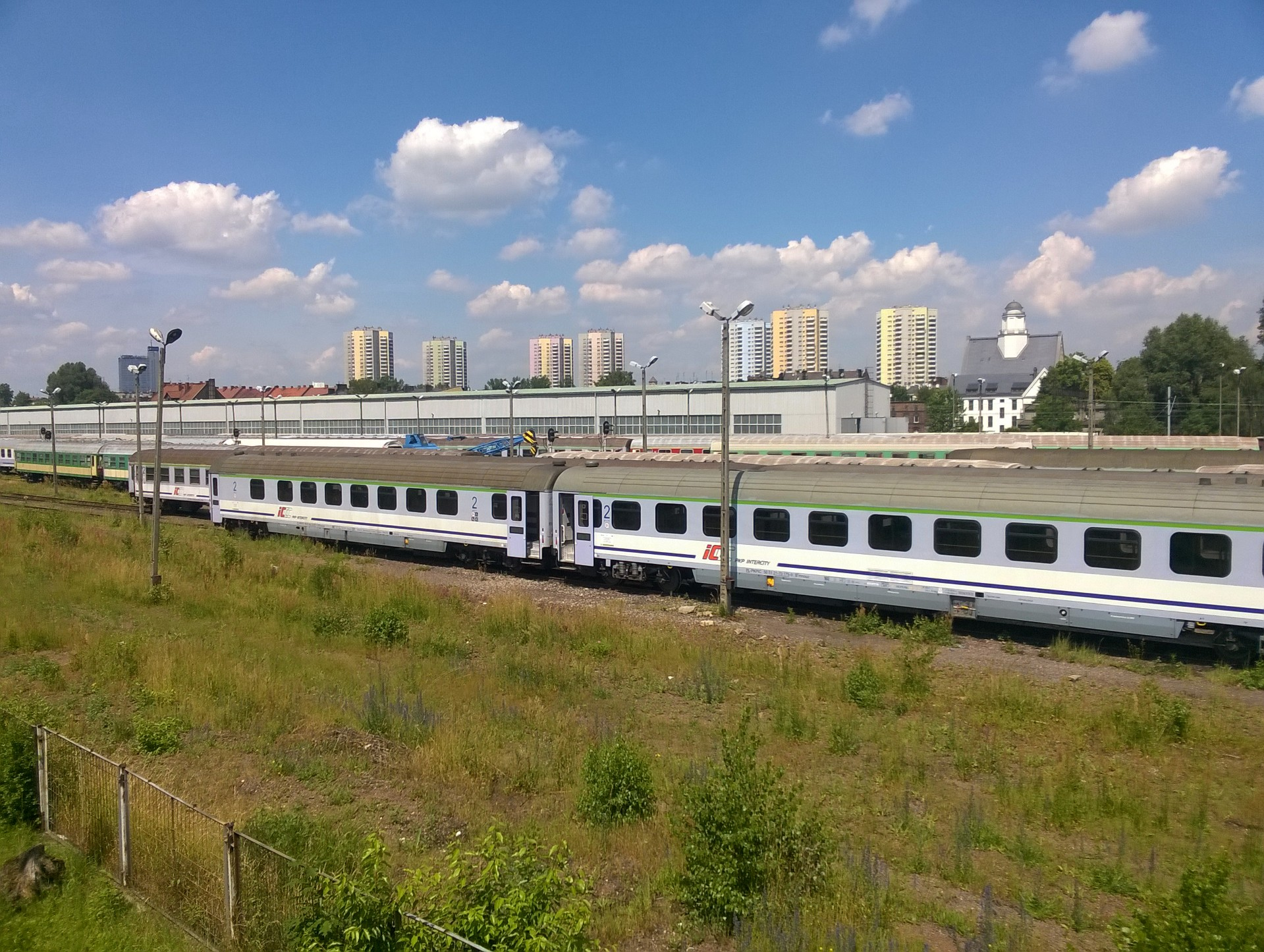
Wagony PKP Intercity na stacji Katowice Zawodzie (w tle Os. Roździeńskiego)